# Agorismo

Bandera frecuentemente usada por agoristas.

El agorismo es una teoría política sobre cómo alcanzar una sociedad anarquista de mercado usando una estrategia revolucionaria llamada «contraeconomía» (uso del mercado negro para obtener una revolución pacífica) y una búsqueda de la superación del trabajo asalariado a través del autoempleo.
Esta teoría fue planteada por Samuel Edward Konkin III en su obra titulada  Manifiesto neolibertario, publicado en 1980. Anteriormente, la filosofía había sido presentada en la novela de ficción de J. Neil Schulman Alongside Night, de 1979, que se inspiró para retratar las ideas de Konkin en la forma de ficción al estilo de la novela de Ayn Rand La rebelión de Atlas.

## Etimología
El término agorismo fue acuñado por Samuel Edward Konkin III y deriva del griego antiguo ἀγορά (ágora), que se refiere a un lugar abierto para la asamblea y mercado en las polis (ciudades-Estado de la Antigua Grecia).

## Ideología
Los primeros proponentes del agorismo provienen de los «rothbardianos de izquierda» —inspirados por Murray Rothbard—, una facción del movimiento libertario que se rehusaba a participar de la política electoral del Partido Libertario que, por iniciativa de Konkin, usaba el término «izquierda» para referirse al espíritu revolucionario anti-partidos, para restaurar y continuar la alianza entre el libertarismo y la Nueva Izquierda estadounidense, designando Konkin como derecha al gradualismo en los métodos y el reformismo en los objetivos. Sin embargo esta caracterización como izquierda no es aceptada por algunos académicos, como David DeLeon, que consideran que los anarquistas que hacen hincapié en «el individualismo de mercado no regulado» (anarquismo de mercado), son ''libertarios de derecha'', mientras los libertarios de izquierda son anarcosocialistas.
Para algunos agoristas, siguiendo una terminología sugerida por Konkin a inicios del siglo XXI, el libre mercado es distinto y contrario al capitalismo. Konkin argumentó que estaba adoptando esa nueva e inusual terminología para retomar el uso dado a esas palabras a inicios del siglo XIX por Thomas Hodgskin. No todos los agoristas parecen haber seguido a Konkin en este cambio de significado de términos.

### Teoría de la revolución
El agorismo defiende la consecución de una sociedad anarquista a través de la masificación de la economía informal: la «contraeconomía». Esta masificación deberá conducir al desarrollo de un sector privado con la fuerza defensiva suficiente para protegerse del Estado y abolirlo. En general, los agoristas son abstencionistas y se oponen a las reformas políticas. En cambio, subrayan la importancia de estrategias alternativas a la política de partidos para lograr una sociedad libertaria. Tales estrategias alternativas consisten de una mezcla de educación y acción directa de tipo empresarial e informal.

### Teoría de los tipos de mercado
Konkin describe de la siguiente manera los distintos tipos de mercado dentro de la teoría agorista:

La contraeconomía es la suma de toda acción humana no agresiva, que esté prohibida por el Estado. Lo contraeconómico es el estudio y práctica de la contraeconomía. La contraeconomía incluye el mercado libre, el mercado «negro», la «economía subterránea», todos los actos de desobediencia civil y social, todos los actos de asociación prohibida (sexual, racial, interreligiosa), y cualquier otra cosa que el Estado, en cualquier tiempo y lugar, opta por prohibir, controlar, regular, gravar o tarifar. La contraeconomía excluye toda acción aprobada por el Estado (mercado «blanco») y el mercado «rojo» (violencia y robo no aprobados por el Estado).
Samuel Edward Konkin III

Por otra parte, Konkin señala que el mercado blanco también son actividades de mercado bajo el control del Estado y el «imperativo agorista es transformar el blanco en negro», es decir, sacar esas actividades fuera del control del Estado por medio de la contraeconomía.
|         | Aprobado por el Estado | Prohibido salvo que se realice en la forma definida por el Estado | Prohibido por el Estado |
| ------- | ---------------------- | ----------------------------------------------------------------- | ----------------------- |
| Moral   | Mercado blanco         | Mercado gris                                                      | Mercado negro           |
| Inmoral | Mercado rosado         | Mercado rojo                                                      | Mercado rojo            |

### Teoría de clases de Konkin
Los agoristas mantienen la teoría de que las clases están separadas unas de otras sobre la base de los beneficios que obtienen de la existencia del Estado, muy similar a la teoría liberal de las clases sociales usada por Rothbard. Los agoristas hacen una distinción en tres partes, entre las víctimas del Estado, neutrales y estatistas.
| Emprendedor                                                      | No estatista                                                                             | Capitalista proestatista           |
| (bueno)                                                          | (neutral)                                                                                | (malo)                             |
| Innovador, arriesgador, productor; la fuerza de un mercado libre | Dueños de capital; relativamente sin conciencia ideológica, y «autómatas no innovadores» | «Mal principal del reino político» |

Konkin alegó que, si bien estas tres clases son diferentes, hay anarcocapitalistas que suelen confundir la primera y la segunda así como los «marxoides y colectivistas vulgares» confunden las tres.

## Propiedad intelectual
Konkin se opuso al concepto de propiedad intelectual y escribió en un artículo titulado "Copywrongs" en apoyo de dicha tesis. J. Neil Schulman criticó esta tesis en "Informational Property: Logorights". Mientras que Konkin se oponía a las leyes del Estado en los casos de las patentes y los derechos de autor, considerados como creadores de monopolios y distorsiones, Schulman estaba de acuerdo con Konkin en que el Estado no podía ser el fundamento de ninguna clase de propiedad legítima, pero intentaba demostrar que los derechos de propiedad exclusivos podían aplicarse a lo que finalmente denominó "Media Carried Property" (propiedad transportada por los medios de comunicación), es decir, objetos creados que existen independientemente de la mente humana subjetiva pero que no están hechos de átomos o moléculas.

## Crítica de Rothbard
La oposición agorista a la votación se diferencia de otros anarquistas de mercado, como Murray Rothbard, quien defendió el acto de votar. Rothbard denunció abiertamente el agorismo de Konkin, alegando: «Toda la teoría de Konkin habla sólo de los intereses y preocupaciones de las clases marginales que están autoempleadas. La gran mayoría de la gente son trabajadores asalariados a tiempo completo: son gente con trabajo fijo. El konkinismo no tiene por tanto nada que decir a esta gente. Por tanto, adoptar la estrategia de Konkin sólo sobre esta base sería un callejón sin salida para el movimiento libertario. No podemos triunfar si no hay posibilidad de hablar de las preocupaciones de la gran mayoría de los asalariados en este y otros países».
Konkin respondió a parte de esa crítica diciendo que no niega «el beneficio histórico del trabajo asalariado», pero cree que la sociedad de contratistas independientes que él propone es un avance significativo en la organización social.